# 秋成村
秋成村（あきなりむら）は、かつて新潟県中魚沼郡にあった村。

## 沿革
- 1889年（明治22年）4月1日 - 町村制施行に伴い中魚沼郡秋成村、結東村と、中深見村のうち大赤沢が合併して発足[1]。
- 1893年（明治26年）2月17日 - 赤崎村大字赤沢のうち穴藤を編入する[1][2]。
- 1955年（昭和30年）1月1日 - 中魚沼郡下船渡村、外丸村、上郷村、芦ヶ崎村、中深見村と合併し、津南町となる[3]。